# Stéphane Guyot
 (octobre 2022).
Si vous disposez d'ouvrages ou d'articles de référence ou si vous connaissez des sites web de qualité traitant du thème abordé ici, merci de compléter l'article en donnant les références utiles à sa vérifiabilité et en les liant à la section « Notes et références ».
Stéphane Guyot, né le 14 avril 1970 à Aix-en-Provence, est un joueur français de rugby à XV évoluant au poste de troisième ligne aile. 

## Biographie
Formé à Pertuis (Vaucluse)[réf. nécessaire], il joue dans sa carrière au Pays d'Aix Rugby Club, avant de jouer au Rugby club toulonnais dans les années 1990.
Il est par ailleurs sapeur-pompier professionnel au sein du Service départemental d'incendie et de secours des Bouches-du-Rhône.

## Carrière
- 1980-1987 : Rugby club pertuisien[réf. nécessaire]
- 1987-1992[réf. nécessaire] : Aix Rugby Club
- 1992-2002[réf. nécessaire] : Rugby club toulonnais
- 2002-2005[réf. nécessaire] : Pays d'Aix Rugby Club

## Palmarès
- Champion de France de Nationale B en 1993 avec le Rugby club toulonnais[réf. nécessaire]
- Vainqueur du challenge des Provinces de Nationale B en 1993 avec le Rugby club toulonnais[réf. nécessaire]
- Finaliste de Pro D2 en 2001 avec le Rugby club toulonnais[4]
- Champion de France de Fédérale 1 en 2004 avec le Pays d'Aix Rugby Club[1]